# Гейді Ель Табах
Гейді Ель Табах (англ. Heidi El Tabakh; нар. 25 вересня 1986) — колишня канадська тенісистка.
Найвищу одиночну позицію світового рейтингу — 146 місце досягла 8 жовтня, 2012, парну — 173 місце — 8 лютого, 2010 року.
Здобула 7 одиночних та 10 парних титулів туру ITF.

## Фінали ITF

### Одиночний розряд: 9 (7–2)
| Легенда               |
| --------------------- |
| турніри $50,000 (0–0) |
| турніри $25,000 (5–2) |
| турніри $10,000 (2–0) |

| Результат | W–L | Дата     | Турнір                      | Рівень | Покриття | Суперниця               | Рахунок       |
| --------- | --- | -------- | --------------------------- | ------ | -------- | ----------------------- | ------------- |
| Перемога  | 1–0 | Жов 2003 | ITF Лагос, Нігерія          | 10,000 | Тверде   | Сай Джаялакшмі Джаярам  | 6–4, 6–4      |
| Перемога  | 2–0 | Вер 2007 | ITF Льєйда, Іспанія         | 10,000 | Ґрунт    | Ева Фернандес-Бругес    | 6–2, 6–3      |
| Поразка   | 2–1 | Чер 2009 | Waterloo Challenger, Канада | 25,000 | Ґрунт    | Джоанна Конта           | 2–6, 6–3, 3–6 |
| Перемога  | 3–1 | Лип 2009 | ITF Вальядолід, Іспанія     | 25,000 | Тверде   | Естрелья Кабеса Кандела | 6–2, 3–6, 6–3 |
| Перемога  | 4–1 | Кві 2012 | ITF Джексон, США            | 25,000 | Ґрунт    | Олена Бовіна            | 6–0, 6–4      |
| Перемога  | 5–1 | Кві 2012 | ITF Пелам, США              | 25,000 | Ґрунт    | Едіна Галловіц-Халл     | 3–6, 6–2, 6–4 |
| Поразка   | 5–2 | Січ 2014 | ITF Порт-Сент-Люсі, США     | 25,000 | Ґрунт    | Франсуаз Абанда         | 3–6, 4–6      |
| Перемога  | 6–2 | Тра 2014 | ITF Ролі, США               | 25,000 | Ґрунт    | Марія Санчес            | 6–3, 6–4      |
| Перемога  | 7–2 | Вер 2015 | ITF Реддінг, США            | 25,000 | Тверде   | Шеразад Ре              | 6–1, 6–3      |

### Парний розряд: 19 (10–9)
| Легенда                |
| ---------------------- |
| турніри $100,000 (0–0) |
| турніри $75,000 (1–0)  |
| турніри $50,000 (1–2)  |
| турніри $25,000 (5–5)  |
| турніри $10,000 (3–2)  |

| Результат | W–L  | Дата     | Турнір                         | Рівень | Покриття   | Партнерка              | Суперниці                                       | Рахунок              |
| --------- | ---- | -------- | ------------------------------ | ------ | ---------- | ---------------------- | ----------------------------------------------- | -------------------- |
| Поразка   | 0–1  | Жов 2003 | ITF Лагос, Нігерія             | 10,000 | Тверде     | Йомна Фарід            | Ребекка Данденія Мішель Сніман                  | 5–7, 3–6             |
| Перемога  | 1–1  | Лис 2003 | ITF Лагос, Нігерія             | 10,000 | Тверде     | Йомна Фарід            | Лізан дю Плессі Ноха Мохсен                     | 6–1, 5–7, 6–1        |
| Перемога  | 2–1  | Чер 2004 | ITF Едмонд, США                | 10,000 | Тверде     | Енн Мелл               | Келлі Андерсон Каріне Вермелен                  | 3–6, 6–3, 6–4        |
| Поразка   | 2–2  | Лип 2004 | ITF Евансвілл, США             | 10,000 | Тверде     | Ваня Кінг              | Келлі Шмандт Алік Цубанос                       | 4–6, 4–6             |
| Поразка   | 2–3  | Лис 2006 | Tevlin Challenger, Канада      | 25,000 | Тверде (i) | Ралука Олару           | Анжеліка Бахманн Гана Шромова                   | 4–6, 1–6             |
| Перемога  | 3–3  | Тра 2008 | ITF Лендісвілл, США            | 10,000 | Тверде     | Одра Коен              | Штефанія Боффа Анна Фіцпатрік                   | 6–3, 7–6(3)          |
| Перемога  | 4–3  | Лип 2008 | ITF Вальядолід, Іспанія        | 25,000 | Тверде     | Сторі Твіді-Єйтс       | Штефанія Боффа Анна Фіцпатрік                   | 6–2, 6–4             |
| Перемога  | 5–3  | Лип 2008 | ITF Дармштадт, Німеччина       | 25,000 | Ґрунт      | Емма Лайне             | Мішелль Герардс Марселла Кук                    | 6–3, 6–4             |
| Поразка   | 5–4  | Кві 2009 | ITF Оспрі, США                 | 25,000 | Ґрунт      | Мелані Клаффнер        | Ліндсей Лі-Вотерс Сторі Твіді-Єйтс              | 3–6, 7–6(5), [10–12] |
| Перемога  | 6–4  | Тра 2009 | ITF Індіан-Гарбор-Біч, США     | 50,000 | Ґрунт      | Мелані Клаффнер        | Тетяна Лужанська Лілія Остерло                  | 6–3, 3–6, [10–7]     |
| Поразка   | 6–5  | Чер 2009 | Waterloo Challenger, Канада    | 25,000 | Ґрунт      | Лужанська Тетяна       | Александра Мюллер Еллі Вілл                     | 2–6, 1–6             |
| Перемога  | 7–5  | Лип 2009 | ITF Вальядолід, Іспанія        | 25,000 | Тверде     | Паула Фондевіла Кастро | Естрелья Кабеса Кандела Сара дель Барріо Арагон | 6–2, 6–4             |
| Перемога  | 8–5  | Лис 2009 | ITF Баямон, Пуерто-Рико        | 25,000 | Тверде     | Кімберлі Кутс          | Марія Фернанда Альварес Теран Карен Кастібланко | 6–3, 6–1             |
| Перемога  | 9–5  | 2010     | Vancouver Open, Канада         | 75,000 | Тверде     | Чжан Кайчжень          | Ірина Фалконі Аманда Фінк                       | 3–6, 6–3, [10–4]     |
| Поразка   | 9–6  | Вер 2010 | Challenger de Saguenay, Канада | 50,000 | Тверде (i) | Ребекка Маріно         | Хорхеліна Краверо Стефані Форец                 | 3–6, 4–6             |
| Поразка   | 9–7  | Бер 2011 | ITF Клірвотер, США             | 25,000 | Тверде     | Аріна Родіонова        | Кімберлі Кутс Ліга Декмеєре                     | 1–6, 4–6             |
| Поразка   | 9–8  | Кві 2011 | ITF Пелам, США                 | 25,000 | Ґрунт      | Кімберлі Кутс          | Ліга Декмеєре Марі-Ев Пеллетьє                  | 6–2, 4–6, [10–12]    |
| Поразка   | 9–9  | Кві 2011 | Hardee's Pro Classic, США      | 50,000 | Ґрунт      | Алісон Ріск            | Валерія Соловйова Ленка Вєнерова                | 3–6, 4–6             |
| Перемога  | 10–9 | Лип 2013 | Winnipeg Challenger, Канада    | 25,000 | Тверде     | Аллі Кік               | Саманта Мюррі Джейд Віндлі                      | 6–4, 2–6, [10–8]     |

## Виступи у турнірах Великого шолома
| W | Ф | ПФ | ЧФ | #Р | КТ | К# | DNQ | A | NH |

### Одиночний розряд
| Турнір                                 | 2009 | 2010 | 2011 | 2012 | 2013 | 2014 | 2015 | 2016 | W–L |
| -------------------------------------- | ---- | ---- | ---- | ---- | ---- | ---- | ---- | ---- | --- |
| Відкритий чемпіонат Австралії з тенісу |      | К2р  | К1р  |      |      |      |      | К1р  | 0–0 |
| Відкритий чемпіонат Франції з тенісу   |      | 1р   | К1р  | 1р   |      |      | К1р  |      | 0–2 |
| Вімблдонський турнір                   |      | К1р  | К2р  | К2р  |      | К1р  |      |      | 0–0 |
| Відкритий чемпіонат США з тенісу       | К2р  | К2р  | К1р  | К3р  |      | К2р  |      |      | 0–0 |
| В-П                                    | 0–0  | 0–1  | 0–0  | 0–1  | 0–0  | 0–0  | 0–0  | 0–0  | 0–2 |